# صالح عبد السيد
أبو صلاح شاعر سوداني، وصاحب مدرسة متفردة فيما سمي بأغاني الحقيبة، التي راجت في النصف الأول من القرن العشرين، حيث يعتبر أحد أعمدتها، وكان له اتباع من الشعراء الذين أعجبوا بمدرسته وساروا على ما سار عليه.

## الميلاد والنشأة
ولد صالح عبد السيد الشهير بـ(أبو صلاح) في حي الموردة بمدينة أم درمان عام 1890. درس القرأة والكتابة وبعض القرآن في خلوة "الفكي مكي حسن حسين"، ثم التحق بمدرسة الأمريكان، التي سميت لاحقا مدرسة وادي سيدنا، ثم انتقل إلى مدرسة الوابورات، كان مولعا بقراءة الشعر ومطالعة الأدب فقرأ الشعر العربي القديم والحديث، وتأثر بدواوين ابن الفارض وابن ابي ربيعة والبرعي واليمني وبوردة البصيري، كتب في صغره باللغة العربية الفصحى ثم بعدها كتب الشعر الغنائي الدارجي، بدأ كتابة الشعر وعمره (14) عاما.

## حياته
تزوج مرتين، انجب من الزوجة الآولى ولد واحد اسماه كامل ومن الثانية انجب خمسة أولاد وثلاث بنات (عبد القادر، بدوي، عوض، مصطفى، عبده، محاسن، عواطف، صفيه)، عمل في خزان سنار حتى قيام الحرب العالمية الثانية، حينها تفرغ لكتابة الشعر. كتب قصائد (الطرد) التي ترمز للشجاعة والقوة حيث كانت النساء في تلك الفترة يغنين بالدلوكة، بعدها كتب قصائد (السير) والتي كانت تعكس المشاهد التي يمر بها الشاعر في طريقه.سرعان ما خلق لنفسه أسلوب خاص تفرد به عن من سواه، يقول الأستاذ محمد حسن الجقر في كتابه روائع أغنيات الحقيبة ان أن أبو صلاح هو أول شاعر غنائي سوداني وبرر ذلك بأنه كان يسبك الشعر سبكاً جيداً وله تعبيرات متفردة غاية الروعة، ووصف دقيق متفوق بالغ الإجادة، فضلا عن غزارة الإنتاج، حيث نظم عدد كبيرا من أغاني الحقيبة.
الشاعر محمد بشير عتيق عن مدرسة أبو صلاح الشعرية التي اختار الانتماء إليها :تمتاز بالأوصاف الجمالية والمعاني الحسية والغزل الرقيق والعاطفة المشبوبة وغنية بالبديع ولزوم ما يلزم من الجناس).
له ديوان شعر بعنوان ديوان (أبو صلاح)، قال عن الديوان الاستاذ محمود امين العالم : العمل الشعرى بأكمله له دلالات أربع : دلالة لغوية ودلالة موسيقية ودلالة بلاغية ودلالة فنية) مؤكدا ان الدلالة (الفنية) لأغاني أبو صلاح هي في الواقع الثمرة الحقيقية للتعبير وانها تحققت بمقدار تحقق الارتباط الضروري بين كل العناصر المكونة للعمل ذات الجمل والدلالات المختلفة.

## من أشهر أغنياته
- فريع البان المن نسمة يتمايل
- جدية السراح
- الدلال والغرام عيوني
- يا ظبي رامة
- بلغ الأقوال يا هلال
- يا غزال الروض
- بدور القلعة
- يا ليلي ابقى لي شاهد
- يا جوهر صدر المحافل
- قلبي همالو
- اجسامنا ليه جسمين
- شوف العين قالت دا لالا

## وفاته
توفي صالح عبد السيد(أبو صلاح) يوم 30 أكتوبر 1963.